# أرسنال موسم 1999–2000
كان موسم 1999–2000 هو الموسم الثامن لنادي أرسنال لكرة القدم في الدوري الإنجليزي الممتاز والموسم الرابع والسبعين على التوالي في الدرجة الأولى من كرة القدم الإنجليزية.   وانتهى النادي من الموسم في المركز الثاني بالدوري، بفارق 18 نقطة عن مانشستر يونايتد. خرج أرسنال من بطولتي الكأس المحليتين بركلات الترجيح، حيث خرج على يد ليستر سيتي في مباراة إعادة الدور الرابع لكأس الاتحاد الإنجليزي، وعلى يد ميدلزبره في نفس المرحلة من كأس رابطة الأندية الإنجليزية المحترفة. للمرة الثانية على التوالي، فشل أرسنال في تجاوز مرحلة المجموعات في دوري أبطال أوروبا؛ ومع ذلك، فقد حصل على المركز الثالث، مما منحه مكانًا تعزيًا في كأس الاتحاد الأوروبي. وصل أرسنال في النهاية إلى المباراة النهائية لمواجهة غلطة سراي في كوبنهاغن - وقد طغت المناوشات بين مشجعي الفريقين على المباراة. خسر أرسنال 4–1 بركلات الترجيح بعد التعادل بدون أهداف.
أبرم أرسنال عددًا من التعاقدات في فترة الانتقالات الصيفية، أبرزها المدافعين سيلفينيو وأوليه لوجني، والمهاجم تييري هنري، الذي انضم من يوفنتوس في صفقة قياسية للنادي.